# Eisenbahnwelten im Kurort Rathen
Eisenbahnwelten im Kurort Rathen er en havebane i kurbyen Rathen i Sachsen. Banen er i skala G (størrelsesforhold 1:22,5) og er verdens største af sin slags. Omkring banen er der hovedsageligt typiske lokale landskaber fra egnen omkring Dresden og Saksisk Schweiz.
Banen er etableret af Lothar Hanisch fra Dresden/Stuttgart, der i begyndelsen af 2005 udformede en plan til, hvordan en forfalden trelænget gård i Rathen med omliggende grund kunne laves om med verdens største havebane og en lille pension for jernbanevenner samt turister på cykel og på floden Elben, der går gennem Rathen. Efter to års byggetid (investering indtil 2013: 1,9 mio €) kunne anlægget åbnes i 2007. Navnet blev skaffet gennem en konkurrence i Sächsische Zeitung og lyder i sin helhed Eisenbahnwelten im Kurort Rathen (jernbaneverden i kurby Rathen). Banen bliver stadig udvidet og besøges af ca. 80.000 personer om året fra alle verdenshjørner.
Anlægget gengiver jernbanerne ved Elben mellem bøhmisk-tjekkiske Děčín og saksiske Meißen med en dobbeltsporet hovedbane og syv sidebaner. På det 7.350 m² store område er der anlagt ca. 4,6 km spor, 88 sporskifter, 285 bygninger og ca. 350 m vandløb. Klippeformationer er lavet med hjælp fra ca. 300 tons sten. Driften varetages af 35 tog, der overvinder højdeforskelle på over fire meter. Anlægget styres digitalt pr. computer med LGB-styringssystemet MZS III.
På anlægget er der bl.a. modeller af slottene Weesenstein, Moritzburg og Děčín, borgen Stolpen, bindingsværksbygninger fra det østlige Erzgebirge, Neumannmühle i Kirnitzschtal, Karl May-festspillene i Felsenbühne Rathen og elbpromenaden i Pirna-Neustadt. Blandt banerne finder man motiver fra Weißeritztalbahn, Sebnitztalbahn, Müglitztalbahn, Lößnitzdackel, Zittauer Schmalspurbahn, Kirnitzschtalbahn og hovedbanen Meißen – Dresden – Děčín.

## Eksterne Henvisninger
- Eisenbahnwelten im Kurort Rathen